# Günter Lehmann (Lebensmitteltechnologe)
Günter Lehmann (* 28. Oktober 1920 in Brandenburg (Havel); † 16. Februar 2015) war ein deutscher Ernährungswissenschaftler und Lebensmitteltechnologe.

## Leben
Günter Lehmann studierte in Halle und Berlin Chemie und in Saarbrücken Lebensmittelchemie. 1969 habilitierte er sich an der Justus-Liebig-Universität Gießen. Er lehrte als Professor an der Universität des Saarlandes in der Fachrichtung Ernährungs- und Haushaltswissenschaft.
Der vereidigte Sachverständige für Lebensmittelchemie war zudem als Gastprofessor an Universitäten in Costa Rica, Peru, Bolivien, Uruguay und Bulgarien tätig und wirkte als Lehrbeauftragter lange in der Fachrichtung Biogeographie der Universität des Saarlandes und an der Universität Kaiserslautern.
Er gehörte verschiedenen Kommissionen der Deutschen Forschungsgemeinschaft an.

## Auszeichnungen
Lehmann war Ehrenprofessor der Central-Universität Quito (Ecuador) sowie Honorarprofessor der Justus-Liebig-Universität Gießen. 1991 erhielt er aufgrund seiner Verdienste um die Lebensmitteltechnologie im Saarland das Verdienstkreuz am Bande der Bundesrepublik Deutschland. Seit 2009 war er Ehrenmitglied des NanoBioNet e.V.